# Jakob Glatz

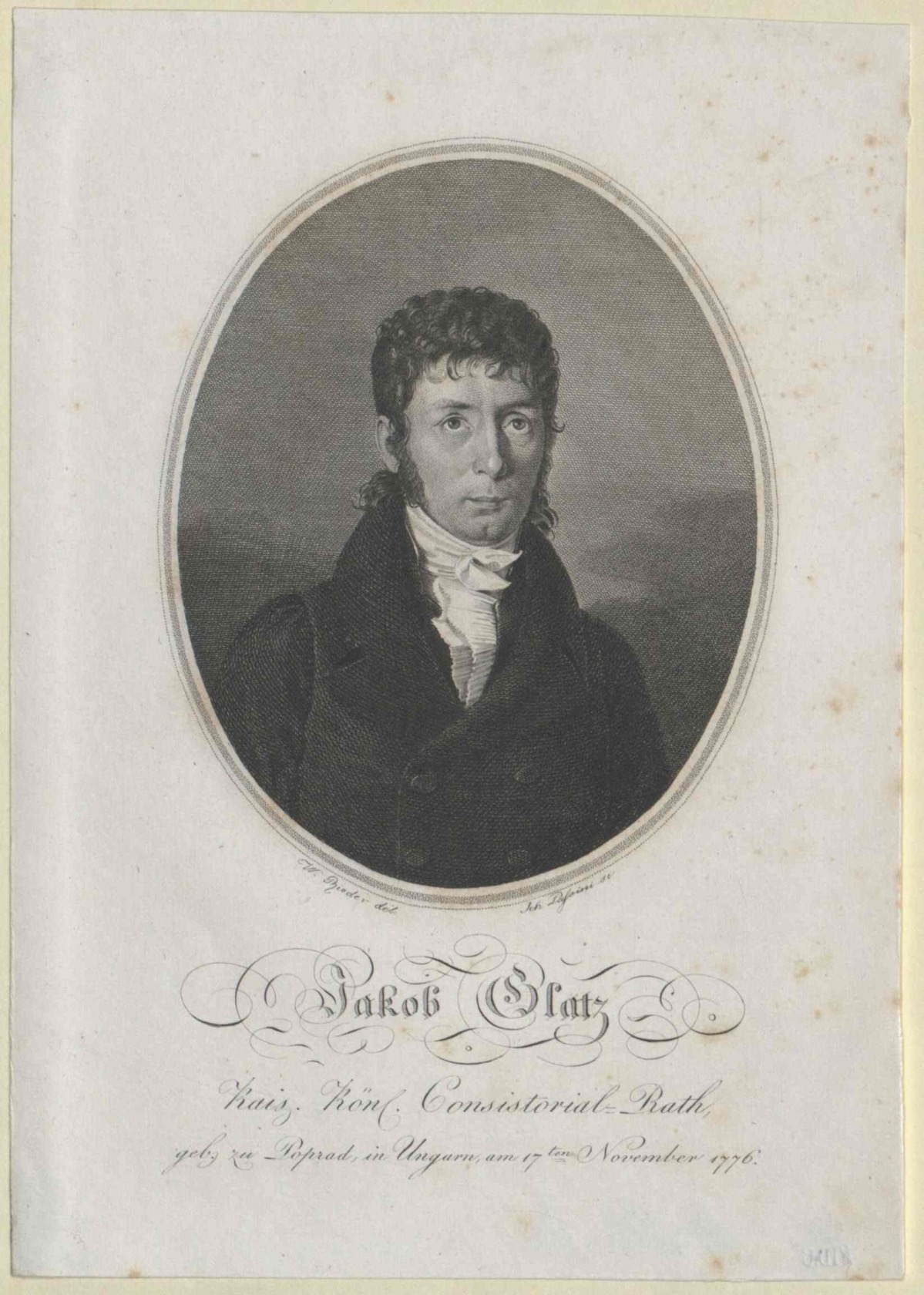
Jakob Glatz

Jakob Glatz (* 17. November 1776 in Deutschendorf, Königreich Ungarn; † 25. September 1831 in Preßburg, ebd.) war ein evangelisch-lutherischer Prediger, Erzieher und Schriftsteller.

## Leben
Jakob Glatz wurde als Sohn des Schmiedes Johann Glatz (* 1747 in Mischkolz; † 1805) und dessen Ehefrau Katharina Probstner (* 1757 in Ólubló) geboren. Seine Kindheit sowie Schul- und Studienzeit fiel in eine Zeit des Umbruchs, in welcher das Schul- und Bildungswesen in der Habsburgermonarchie durch die von Maria Theresia 1777 erlassene Ratio Educationis reorganisiert wurde. Bereits mit zwölf Jahren wurde Glatz klar, dass er nicht den väterlichen Handwerksbetrieb übernehmen wolle, sondern einen geistigen Beruf anstreben möchte. Daher bezog er 1788 das evangelische Lyzeum in Kesmark, wo Johann Genersich (* 1761; † 1823) einen starken Einfluss auf ihn ausübte. Nach drei Jahren wechselte Glatz die Schule, wie es dem Curriculum der Protestanten im alten Königreich Ungarn entsprach. Er ging nach Mischkolz, um die ungarische Sprache zu erlernen. 1793 ging er nach Preßburg, um am dortigen evangelischen Lyzeum weiter zu studieren. Das dortige Lyzeum hatte in damaliger Zeit den Ruf, ein „Klein-Halle“ oder ein kleines Jena zu sein, wenn man es nicht überhaupt als eine kleine Expositur der protestantischen deutschen Universitäten einschätze. Dort widmete er sich intensiv seinen Studien, er gründete eine „deutsche Gesellschaft“, er dichtete und verfasste kleinere Dramen, von denen eines sogar im Preßburger Theater aufgeführt wurde.
1796 verließ er das ihm lieb gewordene Preßburg und wandte sich an die von den Lutheranern in Königreich Ungarn vorzugsweise frequentierte Salana in Jena. Dort hörte er Vorträge von Johann Gottlieb Fichte, die ihn sehr begeisterten. Die entscheidenden Impulse für seinen weiteren Lebensweg erhielt er jedoch von Christian Gotthilf Salzmann, welcher ihn einlud, an der Erziehungsanstalt in Schnepfenthal bei Gotha an einem Schul- und Erziehungsmodell mitzuarbeiten. Eine Zeitlang wirkte Glatz an dieser Anstalt als Erzieher. 1799 veröffentlichte er in Gotha sein Buch Freymüthige Bemerkungen eines Ungarn über sein Vaterland. Auf einer Reise durch einige Provinzen. Das Buch erregte wegen seiner mutigen Kritik an den Zuständen in Ungarn Aufsehen und wurde in Ungarn auf den Index verbotener Bücher gesetzt. Vor allem war dieses Buch dazu geeignet, das Nationalbewusstsein der Ungarndeutschen zu entzünden.
1804 ging er nach Wien, wo er eine vakante Lehrstelle an der dortigen Evangelischen Schule besetzte. Nach zwei Schuljahren wechselte er vom Katheder zur Kanzel. Er wurde zuerst dritter, dann zweiter Prediger der Wiener Evangelischen Gemeinde A.B. 1806 erfolgte seine Berufung in das Konsistorium der Augsburgischen Konfession. Als Konsistorialrat setzte er beim Kaiser die Aufhebung der katholischen Zensur über alle evangelischen religiösen Publikationen durch. Und er machte sich um die Durchführung der Reformationsfeierlichkeiten 1817 verdient und war gleichzeitig an der Errichtung der Evangelisch-Theologischen Lehranstalt in Wien maßgeblich beteiligt. Glatz stand am Höhepunkt seines Lebens und Wirkens, geehrt durch den dänischen und preußischen König sowie die Könige von Bayern und Württemberg, die im Laufe des Wiener Kongresses unter seiner Kanzel saßen. Ausgezeichnet wurde er aber auch vom letzten Reichserzkanzler des Reiches, dem Erzbischof von Mainz, Karl Theodor von Dalberg. Als Vertreter des Theologischen Rationalismus war Glatz zeitlebens auf konfessionelle Versöhnung bedacht.
Als Glatz nach zwölfjährigem Wirken seine Amtsgeschäfte niederlegen wollte, nahm Kaiser Franz I. sein Pensionsgesuch nicht an, sondern genehmigte ihm eine außerordentliche Personalzulage und drängte ihn zu bleiben. Erst 1824 übersiedelte er in sein geliebtes Preßburg, wo er seine letzten Lebensjahre verbrachte. Preßburg, die Stadt seiner Jugend, wusste er in hymnischen Versen zu preisen:
Unstreitig ist Preßburg in vieler Hinsicht die erste, vorzüglichste Stadt in Ungarn [...] Man bemerkt es gleich, dass ein milderer Genius über sie waltet, und empfindet schon den Vorgeschmack von Teutschland. Sie ist nur zehn Meilen von Wien entfernt, steht mit dieser Residenz in großem Verkehr, und hat daher, was Sprache, Sitten und Lebensart betrifft, mit ihr vieles gemein.
Seine Aufgaben als Konsistorialrat nahm er nun von Preßburg aus wahr. 1828 gab er ein Gesangbuch für die deutschsprachigen Gemeinden seines Konsistorialbezirkes heraus, das insgesamt in drei Auflagen erschienen ist. Dieses Gesangbuch stieß in den pietistisch gesinnten Gemeinden allerdings auf entschiedenen Widerspruch. 1829 verfasste er eine Kirchenagende, es war seine letzte große Arbeit. Am Abend seines Lebens verlieh ihm die Georg-August-Universität in Göttingen für sein Werk die Würde eines Doktors der Theologie h. c.
Jakob Glatz starb im Alter von 55 Jahren, am 25. September 1831, und wurde am 27. September 1831 auf dem Evangelischen Gaistor-Friedhof zu Preßburg bestattet.
Seine Witwe ließ ihm einen Grabstein setzen mit der Inschrift:
Hier ruhet / Jakob Glatz / Doctor der Theologie, k.k. Consistorialrath A.C. / geboren in Poprad, den 17. Nov. 1776, gest. in / Preßburg, den 25. Sept. 1831. / Dem Unvergeßlichen / weihen dieses Denkmal / seine trauernde Gattin und dankbaren Kinder

## Familie
Im Jahre 1807 heiratete er die aus der Zips stammende Sophie Rosine Laßgallner (* 15. August 1783 in Zipser Neudorf; † 25. Dezember 1849 in Preßburg)
- Friederike (* 1808 in Wien; † 1883 in Preßburg)
- Karl (* 1812 in Wien; † 1899 in Ofen)
- Eduard (* 16. November 1812 in Wien; † 31. Mai 1889 in Budapest), Erzieher und Pfleger des deutschen Volkstums in Preßburg[8]
- Mathilde (* 1815 in Wien; † 1866 in Pankota), Kunstmalerin
- Theodor (* 10. Dezember 1818 in Wien; † 3. April 1871 in Hermannstadt / Siebenbürgen), Kunstmaler und Fotograf
- Julius (* 1821; † 1873)
- Jakob (* 1823; † 1856)

Neben seinen eigenen Kindern beherbergte Jacob Glatz auch ein Mündel, seine Pflegetochter Caroline (Lina) Mainelli, um die er sich aufopfernd kümmerte und sie wie ein eigenes Kind hielt. Caroline war die Tochter des aus Lucca stammenden Italieners Giovanni Mainelli. Am 28. Juli 1825 heiratete Lina in Preßburg den Klavierbauer Carl Schmidt (* 1794, † 1872), mit dem sie eine überaus glückliche Ehe führte.

## Gedenken
Am 6. August 1895 beschloss der Wiener Stadtrat, eine Gasse im 19. Wiener Gemeindebezirk (Oberdöbling) in Gedenken an Jakob Glatz in Glatzgasse zu benennen.

## Schriften (Auswahl)
- Neue Familien-Gemählde und Erzählungen für die Jugend, zur Bildung des Sinnes für häusliche Tugend und häusliches Glück. Band 1. Degensche Buchhandlung, Wien 1809 (eingeschränkte Vorschau in der Google-Buchsuche [abgerufen am 15. Mai 2024]).